# Garrett Hedlund
Garrett John Hedlund  (Roseau, Minnesota, 1984. szeptember 3. –) amerikai színész.

## Élete és pályafutása
Emma Roberts-cel közös gyermekük, Rhodes Robert Hedlund 2020. december 27-én született.

## Filmográfia

### Film
| Év   | Magyar cím                        | Eredeti cím                          | Szerep             | Magyar hang      |
| ---- | --------------------------------- | ------------------------------------ | ------------------ | ---------------- |
| 2004 | Trója                             | Troy                                 | Patroklosz         | Dózsa Zoltán     |
| 2004 | Péntek esti fények                | Friday Night Lights                  | Don Billingsley    | Pálmai Szabolcs  |
| 2005 | Négy tesó                         | Four Brothers                        | Jack Mercer        | Csőre Gábor      |
| 2006 | Eragon                            | Eragon                               | Murtagh            | Schnell Ádám     |
| 2007 | Anya, lánya, unokája              | Georgia Rule                         | Harlan Wilson      | Simonyi Balázs   |
| 2007 | Anya, lánya, unokája              | Georgia Rule                         | Harlan Wilson      | Ágoston Péter    |
| 2007 | Halálos ítélet                    | Death Sentence                       | Billy Darley       | Papucsek Vilmos  |
| 2010 | Tron: Örökség                     | Tron: Legacy                         | Sam Flynn          | Minárovits Péter |
| 2010 | Reflektorfény                     | Country Strong                       | Beau Hutton        | Viczián Ottó     |
| 2011 |                                   | Tron: The Next Day                   | Sam Flynn          |                  |
| 2012 | Úton                              | On the Road                          | Dean Moriarty      | Horváth Illés    |
| 2013 | Llewyn Davis világa               | Inside Llewyn Davis                  | Johnny Five        | Bartucz Attila   |
| 2014 | Altatódal                         | Lullaby                              | Jonathan           | Welker Gábor     |
| 2014 | Rendíthetetlen                    | Unbroken                             | John Fitzgerald    | Fekete Ernő      |
| 2015 | Mojave                            | Mojave                               | Tom                | Szabó Máté       |
| 2015 | Pán                               | Pan                                  | James Hook         | Varga Gábor      |
| 2016 | Billy Lynn hosszú, félidei sétája | Billy Lynn's Long Halftime Walk      | Dime               | Simon Kornél     |
| 2017 |                                   | Mudbound                             | Jamie McAllan      |                  |
| 2018 |                                   | Burden                               | Mike Burden        |                  |
| 2019 | Határok mentén                    | Triple Frontier                      | Ben "Benny" Miller |                  |
| 2019 | A vágyak földjén                  | Dreamland                            | Perry Montroy      |                  |
| 2019 |                                   | Dirt Music                           | Luther "Lu" Fox    |                  |
| 2021 |                                   | The United States vs. Billie Holiday | Stephen Pelletier  |                  |
| 2023 |                                   | The Tutor                            | Ethan Campbell     |                  |
| 2023 |                                   | The Absence of Eden                  | Shipp              |                  |
| 2023 |                                   | Desperation Road                     | Russell Gaines     |                  |
| 2023 | A lápkirály lánya                 | The Marsh King's Daughter            | Stephen Pelletier  | Hamvas Dániel    |

### Televízió
| Év        | Magyar cím                      | Eredeti cím         | Szerep             | Megjegyzések                                    |
| --------- | ------------------------------- | ------------------- | ------------------ | ----------------------------------------------- |
| 2011      |                                 | When I Was 17       | önmaga             | speciális vendégszereplő (1 epizód)             |
| 2017–2018 | Mozaik                          | Mosaic              | Joel Hurley        | főszereplő (8 epizód)                           |
| 2021      | Modern szerelem                 | Modern Love         | Spence             | 1 epizód                                        |
| 2021      | A rezervátum kutyái             | Reservation Dogs    | David              | speciális vendégszereplő (1 epizód)             |
| 2022–     | Tulsa királya                   | Tulsa King          | Mitch Keller       | - főszereplő - magyar hangja: - Szrna Krisztián |
| 2023      | A Stallone család               | The Family Stallone | önmaga             | speciális vendégszereplő (1 epizód)             |
| 2023      | Az igazság emberei: Bass Reeves | Lawmen: Bass Reeves | Garrett Montgomery | minisorozat (1 epizód)                          |

## További információ
- Garrett Hedlund a PORT.hu-n (magyarul)
- Garrett Hedlund az Internetes Szinkronadatbázisban (magyarul)
- Garrett Hedlund az Internet Movie Database-ben (angolul)
- Garrett Hedlund a Rotten Tomatoeson (angolul)